# Крімтанн Коскрах
Крімтанн Коскрах (ірл. Crimthann Coscrach) — Крімтан Переможець — верховний король Ірландії. Час правління: 191—184 до н. е. (згідно з «Історією Ірландії» Джеффрі Кітінга)[3] або 293—289 до н. е. (відповідно до «Хроніки Чотирьох Майстрів»)[4]. Прийшов до влади після вбивства свого попередника — Енна Айгнеха (ірл. — Énna Aignech). Правив Ірландіїю протягом чотирьох або семи років. Був убитий Рудрайге мак Сіхрігі (ірл. — Rudraige mac Sithrigi). «Книга захоплень Ірландії» синхронізує його правління з правлінням Птолемея VIII Фіскона в Єгипті (145—116 до н. е.). Проте Джеффрі Кітінг та Чотири Майстри відносять його правління до давніших часів.